# Джинкс
Джинкс (англ. Jinx) — человек или вещь, приносящие неудачу, либо сглаз как таковой. Образ популярен в суеверии и фольклоре. Само слово появилось в американской культуре в XIX веке, но особенно популярным стало в 30-е годы XX века. Суеверие иногда используется, когда человек говорит о будущем со слишком большой верой. Утверждение «мы уверены, в том, что выиграем соревнование» может быть использовано как своеобразное проклятье, соблазняющее судьбу.
Этимология слова неясна. Возможно, оно происходит от латинского jynx, которое обозначает птицу вертишейку, которая иногда использовалась в волшебстве и предсказании и замечательна своей способностью крутить голову почти на 180 градусов, шипя как змея.
Есть вариант, что произошло от lynx — «рысь».
Часто используется как имя собственное для прозвищ, кличек. Особенно популярно для кошек в англоговорящей среде.

## Образ джинкс в массовой культуре
- Прозвище «Джинкс» получила главная героиня фильма о Джеймсе Бонде «Умри, но не сейчас» Джиакинта Джонсон в исполнении Хэлли Берри[1] (в фильме актриса с иронией говорит о себе: «Родилась в пятницу 13-го и приношу неудачу», — шутка, не совсем понятная российским зрителям фильма).
- Эту кличку имела кошка в фильме «Знакомство с родителями», доставившая главному герою огромное количество проблем.
- Во вселенной видеоигр Pokémon существует покемон Джинкс. Которая насылает невезение
- В сериале «Как я встретил Вашу маму» в 8 сезоне 11 серия посвящена сглазу «Джинкс».
- У группы Green Day есть одноименная песня.
- В сериале Хранилище 13 присутствует персонаж Стивен Джинкс (Аарон Эшмор).
- В серии компьютерных ролевых игр Fallout присутствует черта персонажа (перк) Jinxed, при выборе которой все персонажи во время боя начинают допускать критические ошибки и промахи.
- У группы Quarashi есть альбом, названный «Jinx», включающий песню «Mr. Jinx»
- В игре League of Legends и в сериале Аркейн по её мотивам есть персонаж по имени Джинкс. Изначально героиню звали Паудер, но после нескольких событий её сестра назвала Паудер словом «jinx», которое она и взяла позже в качестве имени (смысл утрачен при локализации на русский).
- В мультсериале Teen Titans есть отрицательный персонаж Jinx. Её сверхспособностью было насылать неудачу на противников
- В группе Black Veil Brides прозвище ритм-гитариста Джереми Фергюсона — Jinxx
- Упоминается в песне What Can I Do? группы Smokie
- В сериале Вавилон-5 прозвище Jinxo имеет персонаж, считающий, что он является источником несчастий, приключившихся с предыдущими четырьмя станциями серии «Вавилон»
- У группы DNCE есть песня Jinx.
- Используется в названии сериала «Тайны миллиардера» (оригинальное название — The Jinx: The Life and Deaths of Robert Durst)